# یانگ چائویه
یانگ چائویه (چینی ساده: 杨超越; پین‌یین: Yáng Chāoyuè؛ زادهٔ ۳۱ ژوئیه ۱۹۹۸) خواننده و بازیگر اهل چین است. پس از کسب جایگاه سوم در برنامه رقابتی پرودوس ۱۰۱، او عضو گروه راکت گرلز ۱۰۱ شد. او توسط چاینا نیوزویک به عنوان یکی از تاثیرگذارترین افراد چینی در سال ۲۰۱۸ معرفی شد.